# Neil Ryan
Neil Ryan (ur. 24 stycznia 1968) – irlandzki lekkoatleta, specjalizujący się w biegu na 100 metrów. Na tym dystansie wystąpił podczas Letnich Igrzysk Olimpijskich 1996 w Atlancie. Odpadł wtedy w biegach eliminacyjnych. Ponadto, uczestniczył także w Mistrzostwach Świata w Lekkoatletyce 1997 w Atenach (wyeliminowany w 1. rundzie).

## Rekordy życiowe
| Konkurencja        | Wynik | Miejsce | Data            |
| ------------------ | ----- | ------- | --------------- |
| Bieg na 100 metrów | 10.57 | Ateny   | 2 sierpnia 1997 |

## Najlepsze wyniki w sezonie
Rzut dyskiem
| Rok  | Wynik | Miejsce | Data       |
| ---- | ----- | ------- | ---------- |
| 1996 | 10.78 | Atlanta | 26 lipca   |
| 1997 | 10.57 | Ateny   | 2 sierpnia |